# Gustave Alric
Pour les articles homonymes, voir Alric.
Gustave Alric, né le 15 février 1894 à Toulouse et mort le 17 octobre 1967 à Paris, est un homme politique français.

## Biographie
Gustave Alric fait ses études au petit lycée de Toulouse. Domicilié au 21 rue Sainte-Croix-de-la-Bretonnerie à Paris, Gustave Alric est sous-lieutenant au 4e régiment d'artillerie lourde puis au 23e régiment d'artillerie de campagne pendant la Première Guerre mondiale. Le 31 juillet 1917, il est intoxiqué par un obus à l'ypérite.
Ingénieur diplômé de l'École centrale de Paris, il est gérant des établissements Poron à Troyes. Il est sénateur de l'Aube de 1946 à 1967.
Il est membre associé de la Société académique d'agriculture, des sciences, arts et belles-lettres du département de l'Aube.

## Distinctions
- Chevalier de la Légion d'honneur (7 juillet 1933)
- Croix de guerre 1914–1918, étoile de bronze
- Médaille commémorative de la bataille de Verdun